# Olympische Sommerspiele 1988/Teilnehmer (Äquatorialguinea)
| Gelbes Symbol für Goldmedaillen mit stilisierten Olympischen Ringen | Graues Symbol für Silbermedaillen mit stilisierten Olympischen Ringen | Braundes Symbol für Bronzemedaillen mit stilisierten Olympischen Ringen |
| ------------------------------------------------------------------- | --------------------------------------------------------------------- | ----------------------------------------------------------------------- |
| —                                                                   | —                                                                     | —                                                                       |

Äquatorialguinea nahm an den Olympischen Sommerspielen 1988 in Seoul, Südkorea, mit einer Delegation von sechs Sportlern (vier Männer und zwei Frauen) an sieben Wettkämpfen in einer Sportart (Leichtathletik) teil. Medaillen konnten keine gewonnen werden. Es war die zweite Teilnahme an Olympischen Sommerspielen für das Land. 

## Teilnehmer nach Sportarten

### Leichtathletik
Damen
- Rosa Mbuamangongo
  - 200-Meter-Lauf

Runde eins: ausgeschieden in Lauf acht (Rang sechs), 31,12 s

- Juliana Obiong
  - 400-Meter-Lauf

Runde eins: ausgeschieden in Lauf eins (Rang sieben), 1:07,58 min

Herren
- Secundino Borabota
  - 100-Meter-Lauf

Runde eins: ausgeschieden in Lauf fünf (Rang acht), 11,52 s

- Bernardo Elonga
  - 1500-Meter-Lauf

Runde eins: ausgeschieden in Lauf zwei (Rang vierzehn), 4:16,40 min

- Gustavo Envela
  - 200-Meter-Lauf

Runde eins: ausgeschieden in Lauf neun (Rang fünf), 22,33 s
  - 400-Meter-Lauf

Runde eins: ausgeschieden in Lauf eins (Rang sechs), 48,11 s

- Manuel Rondo
  - 5000-Meter-Lauf

Runde eins: ausgeschieden in Lauf eins (Rang neunzehn), 16:44,13 min